# Голятиха
Голятиха — посёлок в Свердловском районе Орловской области. Входит в состав Красноармейского сельского поселения. Население — 1 чел. (2010).

## География
Посёлок находится в лесной местности, у р. Неручь, вблизи впадения в неё реки Масловка.
Уличная сеть представлена одним объектом: ул. Лесная.
Менее, чем в 3 км от посёлка проходит административная граница Свердловского района с Глазуновским районом.
Географическое положение
Расстояние до
районного центра посёлка городского типа Змиёвка: 15 км.
областного центра города Орёл: 54 км.
Ближайшие населённые пункты
Поздеево 1 км, Никитовка 2 км, Сандровка 3 км, Ясная Поляна 3 км, Куракинский 3 км, Лисий 4 км, Панская 4 км, Березовка 4 км, Богородицкое 4 км, Шамшино 4 км, Культурная Посадка 5 км, Хорошевский 5 км, Ягодное 5 км, Экономичено 6 км, Егорьевка 6 км, Борисоглебское 6 км, Красная Слободка 6 км, Ивановка 7 км, Кукуевка 7 км, Трубицино 8 км, Новополево 8 км

## Население
| 2010 |
| ---- |
| 1    |

## Транспорт
Поселковые (сельские) дороги.